# Implantologie
Implantologia este o ramură a stomatologiei ce studiază protezarea edentației (lipsei dinților) cu ajutorul implanturilor dentare.
Implantul dentar este un șurub din titan, ce va fi inserat în os, în locul dinților lipsă. După 3-6 luni se descoperă implantul, se inserează bontul protetic și se realizează lucrarea dentară.